# Rotunde (Wien)

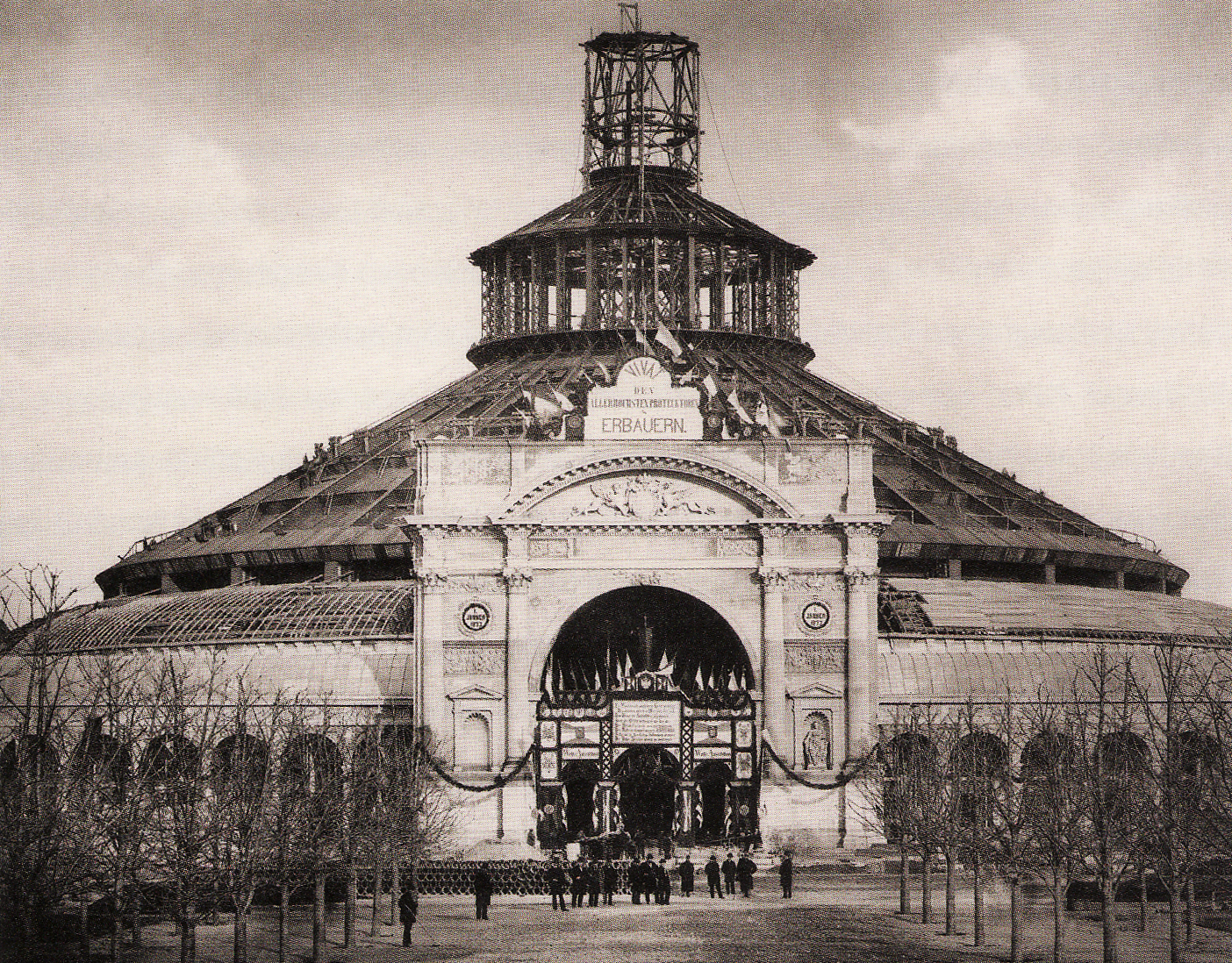
Das Gebäude zur Zeit der Weltausstellung

Die Rotunde in Wien war ein von Carl Freiherr von Hasenauer entworfener Kuppelbau, der anlässlich der Weltausstellung 1873 im Wiener Prater auf dem vormaligen Parkgelände errichtet wurde. Sie war zu ihrer Zeit die mit Abstand größte Kuppel der Welt (Durchmesser 108 m). Die Rotunde überbot dabei das von 118–125 n. Chr. erbaute Pantheon in Rom (Durchmesser 43,4 m); übertroffen wurde sie erst 1957 durch eine Messehalle in Belgrad (Durchmesser 109 m).
Das Gebäude fiel 1937 einem Großbrand zum Opfer.

## Konstruktion

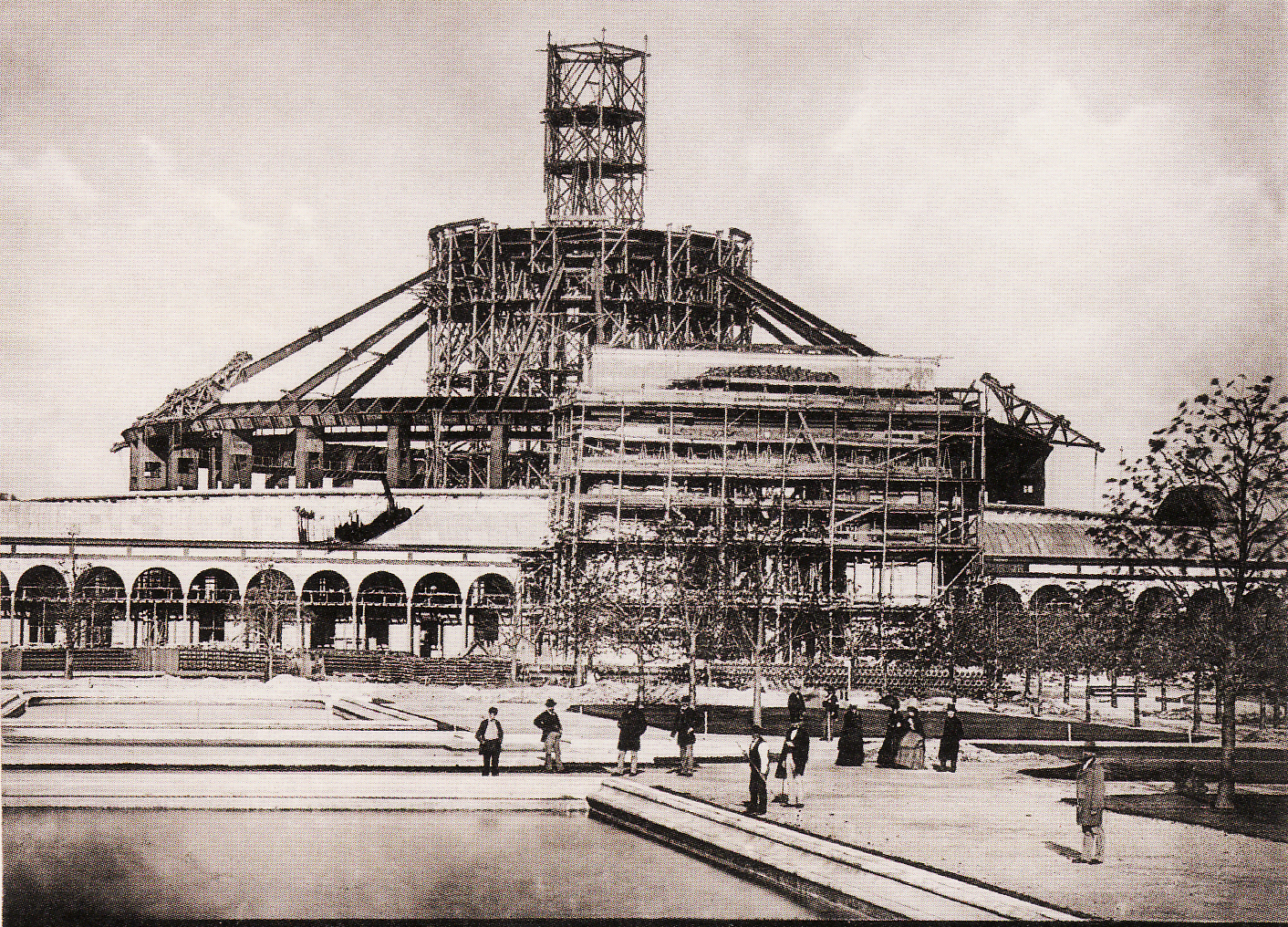
Die Rotunde während der Bauphase, 1872

Die Stahlkonstruktion war teilweise mit Holz und Gips verkleidet. Die Kuppelhöhe betrug 84 Meter, der Basisdurchmesser 108 Meter. Das abgestutzte Kegeldach, besonders auffällig durch Radialsparren und konzentrische Ringe, ruhte auf 32 Eisensäulen, zwei übereinanderliegende abgestufte Laternen bildeten den oberen Abschluss. Die untere fungierte als Aussichtsgalerie, die obere trug eine vergoldete, mit Steinen besetzte vier Meter hohe Nachbildung der Kaiserkrone. Der kreisrunde Zentralbau war von vier 190 Meter langen Galerien quadratisch umschlossen; vier breite Hallen verbanden Kuppelbau und Galerien. Das Hauptportal erhielt die Form eines Triumphbogens und war geschmückt mit Halbsäulen und figurativen Darstellungen. Unter dem Giebel war der Wahlspruch Kaiser Franz Josephs „Viribus Unitis“ (Mit vereinten Kräften) angebracht. Erste Pläne lieferte der schottische Schiffbauingenieur John Scott Russell. Mit veränderten Entwürfen wurde das Projekt unter der Leitung des Architekten Carl von Hasenauer realisiert, wobei er unter anderem mit Johann Caspar Harkort V., Mitglied der Duisburger Stahl-Dynastie Harkort zusammenarbeitete.
Der Innenraum hatte eine Fläche von rund 8000 m² und diente während der Weltausstellung als zentraler Treffpunkt für Besucher und offizielle Anlässe. Weiters waren hier österreichische und deutsche Ausstellungen untergebracht.
Die österreichische Kaiserkrone an der Spitze der Rotunde überragte das gesamte Weltausstellungsgelände und stellte die Veranstaltung damit symbolisch unter imperialen Schutz.

## Geschichte

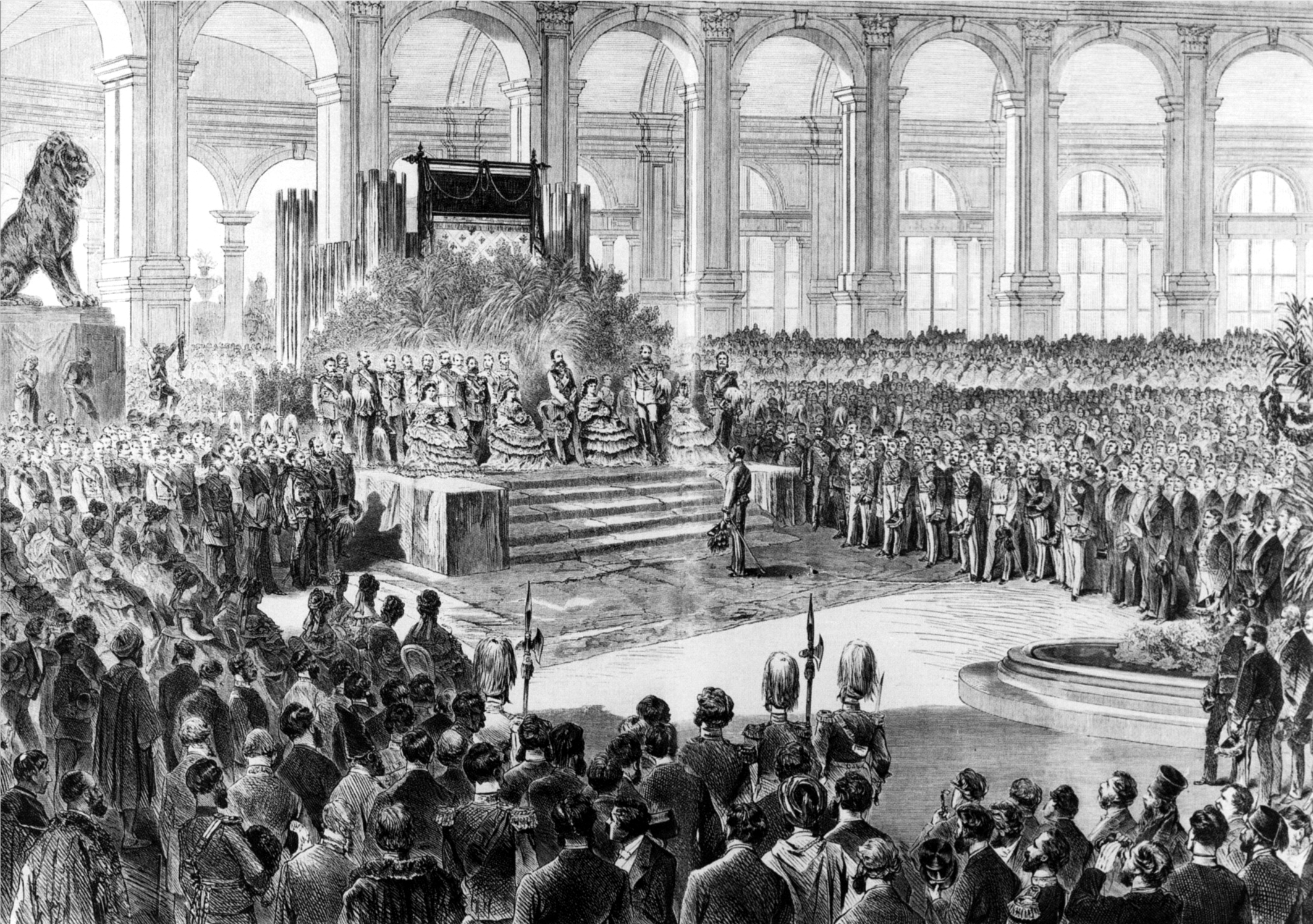
Die Eröffnungszeremonie (Zeichnung von Vinzenz Katzler)

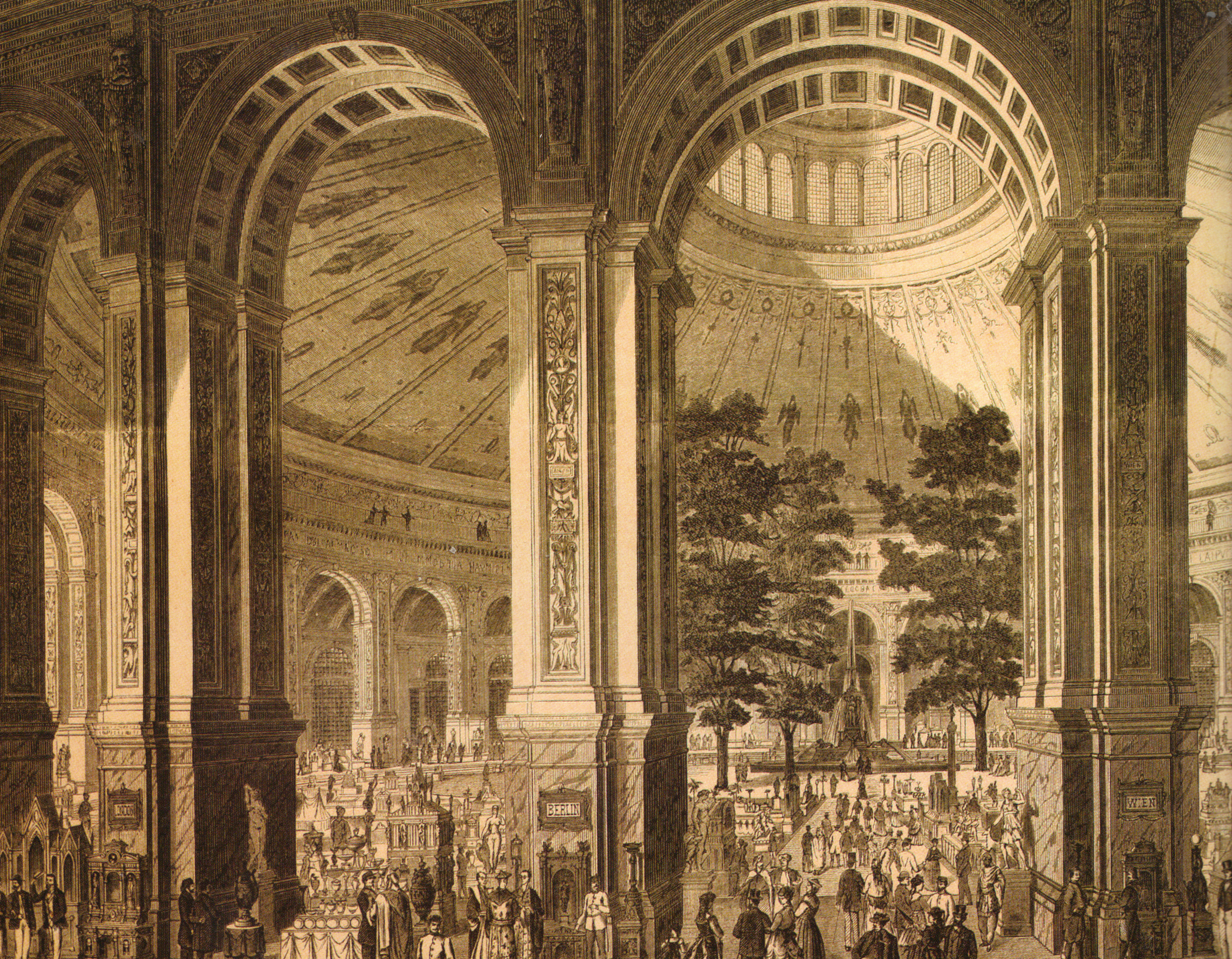
Der monumentale Innenraum

Am 1. Mai 1873 fand in dem noch unfertigen Gebäude die Eröffnung der Weltausstellung statt. Regenfälle, die schon Tage vor der Eröffnung einsetzten und den Prater in ein Sumpfgelände verwandelten, andauernde ungünstige Witterungsverhältnisse, aber vor allem der Börsenkrach vom 9. Mai 1873 und die nachfolgende Wirtschaftskrise versetzten den optimistischen Erwartungen an die Weltausstellung einen schweren Dämpfer. Eine Choleraepidemie in den Wiener Elendsvierteln hatte einen weiteren Besucherrückgang zur Folge. Statt der erwarteten 20 Millionen Besucher kamen lediglich 7,2 Millionen. Das Defizit der Weltausstellung betrug ca. 15 Millionen Gulden. So fehlten die finanziellen Mittel für den ursprünglich geplanten Abriss des Gebäudes.

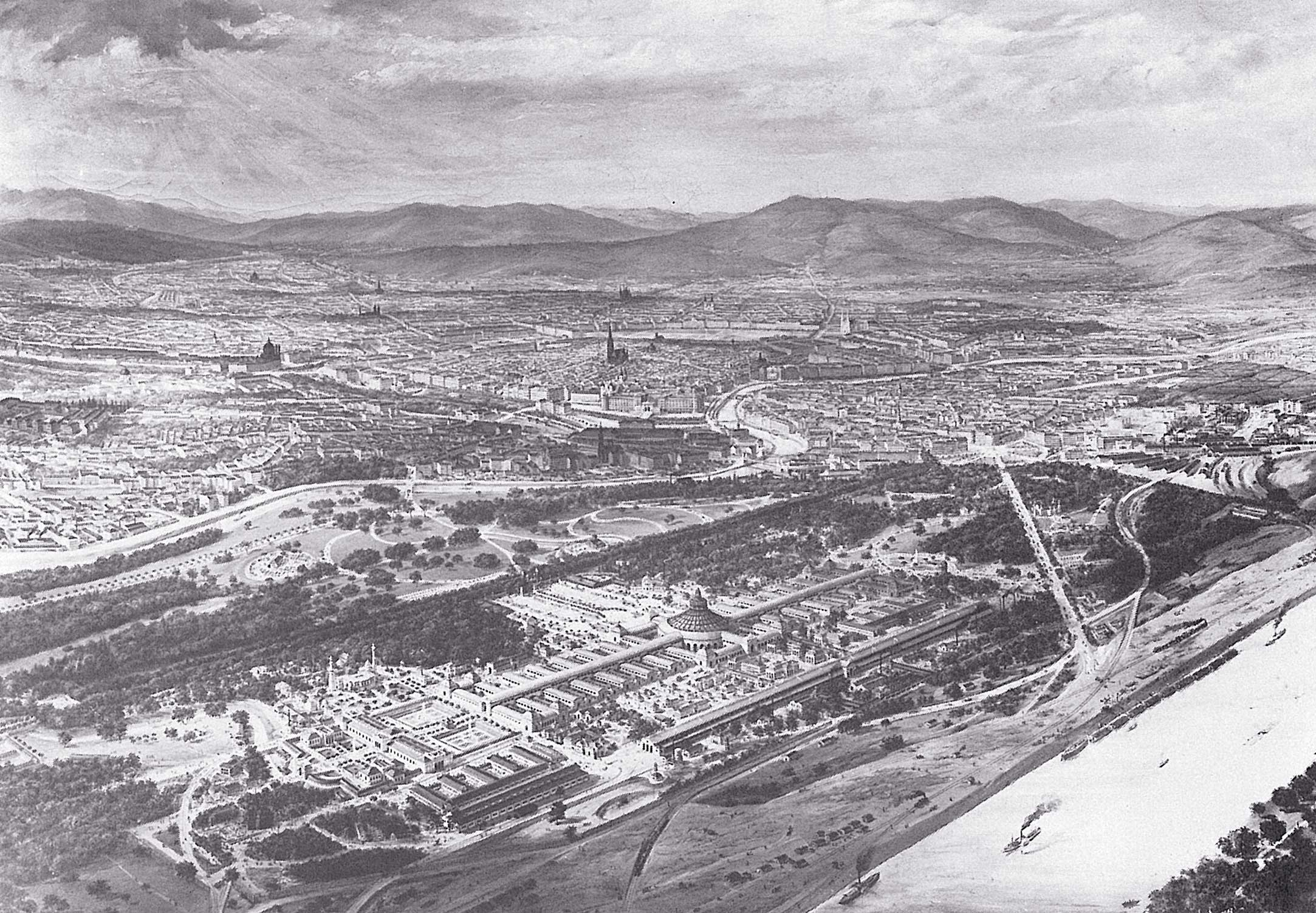
Das Weltausstellungsgelände 1873 aus der Luft

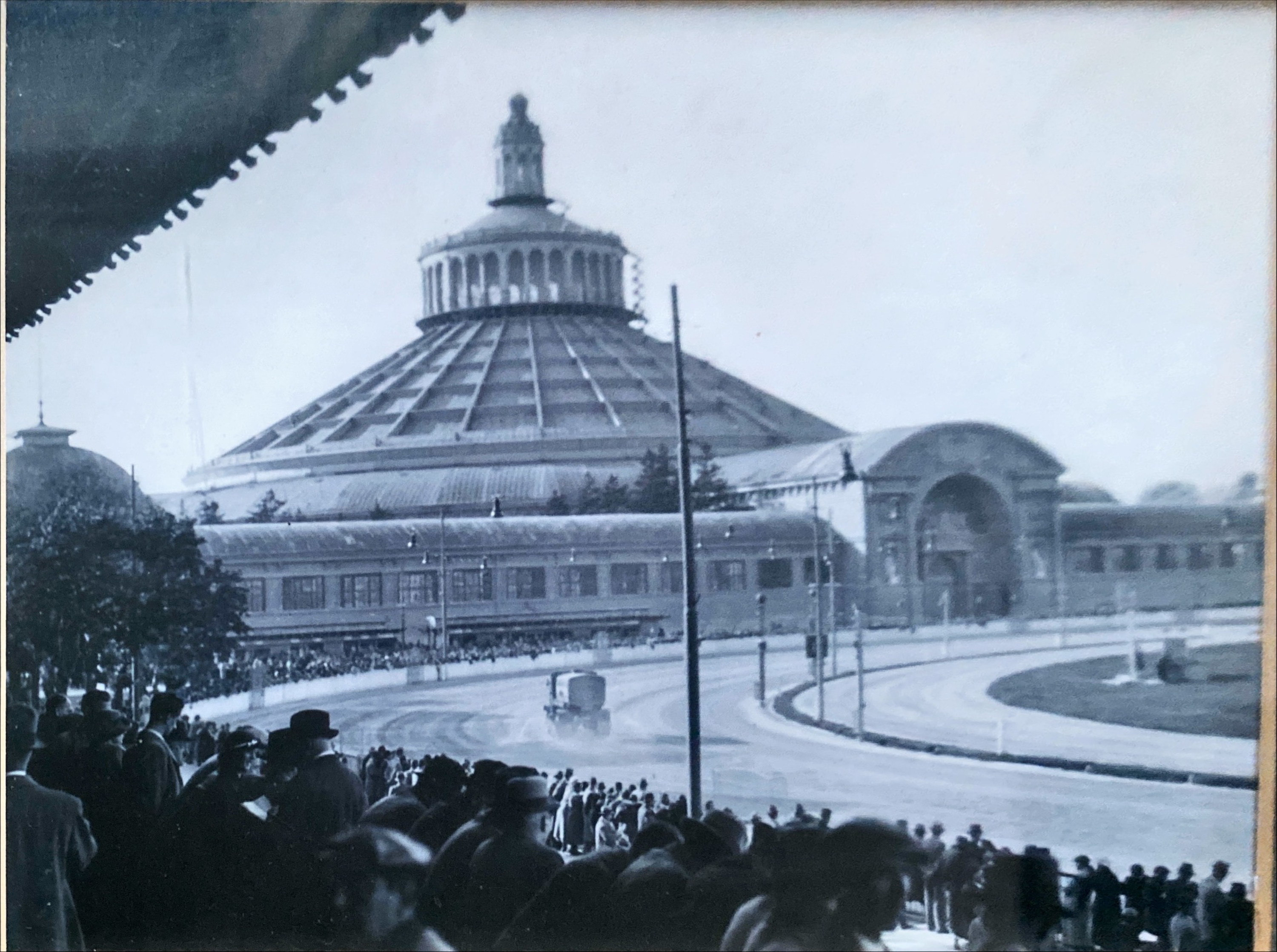
Blick von der Trabrennbahn Krieau (Foto vom Wiener Trabrennverein)

Im Jahr 1877 wurde ein Teil der Rotunde von der Stadt Wien als Lager verwendet. Ein Jahr danach diente bereits die gesamte Rotunde als Lager. Erst danach wurde sie für kommerzielle Veranstaltungen genutzt. Der anfangs von Architekten abgelehnte Bau fand bei den Besuchern begeisterten Anklang. In den folgenden Jahrzehnten entwickelte sich die Rotunde zum Wiener Wahrzeichen und beherbergte Festveranstaltungen, Zirkusvorführungen und große Ausstellungen, wie:
- 1883 die „Internationale Elektrische Ausstellung“.
- 1885 ein großes Praterfest am Pfingstsonntag (24. Mai) zum hundertjährigen Jubiläum der Fiakerzunft, bei der Alexander Girardi zum ersten Mal das Fiakerlied sang. Der Reinerlös kam der Wiener Freiwilligen Rettungsgesellschaft zugute.[4]
- 1892 die „Internationale Ausstellung für Musik- und Theaterwesen“.
- 1898 die „Collektivausstellung österreichischer Automobilbauer'“ im Rahmen der „Kaiser Franz Joseph Jubiläumsausstellung“, auf der die vier ersten im damaligen Österreich gebauten Automobile gezeigt wurden, darunter der Wagen von Siegfried Marcus aus den Jahren 1888/89 und zwei Fahrzeuge von Jakob Lohner (Egger-Lohner Elektromobil).
- 1910 die „Erste Internationale Jagd-Ausstellung Wien 1910“
- 1913 die „Adriaausstellung“, die die letzte große Veranstaltung der Monarchie war.

Das Gebäude stand im Eigentum des Obersthofmeisteramtes und wurde durch ein Inspektorat mit Sitz in der Rotunde verwaltet. Während des Ersten Weltkriegs wurde die Rotunde als „Rekonvaleszentensammelstelle“ militärisch genutzt. Ab 1920 stand sie wieder für Veranstaltungen zur Verfügung. Nach dem 11. August 1921, der Eröffnung der ersten Wiener Internationalen Messe, war die Rotunde zweimal jährlich Messezentrum.
Im Jahr 1936 prüfte die Stadt Wien neue Nutzungsmöglichkeiten, und Clemens Holzmeister wurde mit der Erstellung eines Vorschlages zum Umbau der Rotunde für das Staatsarchiv beauftragt.

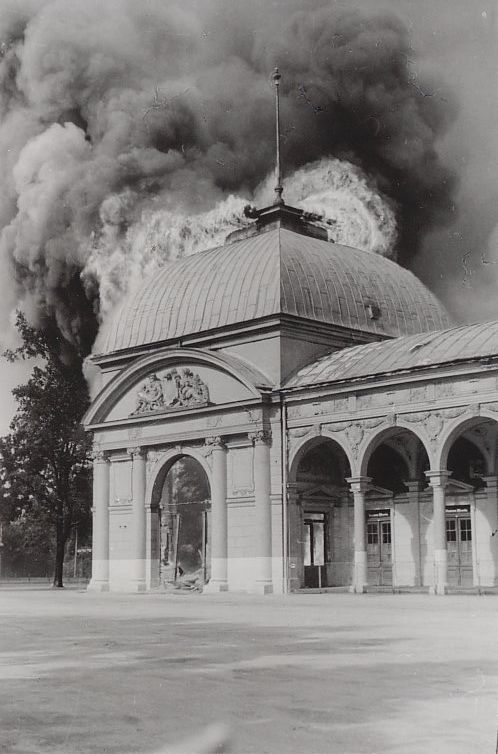
Brand der Rotunde am 17. September 1937

### Brand
Schon lange galt das Gebäude als brandtechnisch riskant, wie man aus den Anweisungen der jeweiligen Brandsicherheitswachen während der verschiedenen Veranstaltungen entnehmen kann. Das Hauptgebäude geriet am 17. September 1937 in Brand, wovon es zeitgenössische Filmaufnahmen gibt. Gemeldet wurde er unabhängig über zwei Brandmelder von verschiedenen Standorten um 12:36 Uhr. Während das Feuer von außen nicht als Großbrand wahrnehmbar war, breitete es sich in den Hohlräumen zwischen Stuckatur und äußerer Blechverkleidung schnell aus. Ausgegangen war es von einer der tragenden Kuppelsäulen. Die ersten Löschmannschaften erreichten um 12:55 Uhr den Brandort, der nur über eine Stiege in einer Höhe von 15 bis 18 m erreichbar war.
Die mit Blech verkleideten Dachteile verhinderten, dass Löschwasser in ausreichender Menge zu den brennenden Holzteilen gelangte. So brannte die Kuppel, in der 400 t Holz verbaut waren, rasch ab. Um 13:30 mussten die Löschmannschaften auf Befehl von Branddirektor König den Rückzug antreten, da Einsturzgefahr bestand. Tatsächlich stürzte die Kuppel drei Minuten später ein und drückte die Flammen in die seitlichen Gebäude. Die Feuerwehr konnte ab diesem Zeitpunkt ihre Löscharbeiten nur noch von außen durchführen, da ein Betreten der Gebäude nicht mehr möglich war. Bis zum Abend brannte auch der letzte Eckturm nieder. Außerdem mussten auch Sekundärbrände, die durch den Funkenflug entstanden, gelöscht werden, denn auch ein Lagerhaus sowie die Dächer einiger Wohnhäuser und der Übungsturm der eigenen Feuerwache im Prater gerieten in Brand. Zur Unterstützung der Feuerwehr wurden nicht nur dienstfreie Mannschaften einberufen, sondern auch Soldaten des Infanterieregiments 5 angefordert. Brandwachen versahen bis zum 18. September ihren Dienst, erst am 22. September begannen die Aufräumungsarbeiten.
Das Kleine Blatt vom 18. September 1937 berichtete mit der Schlagzeile Wien hat keine Rotunde mehr! und einer Bilderserie über den dramatischen Ablauf der Brandkatastrophe. Der Brand der Wiener Rotunde zählt zu den größten Brandkatastrophen Wiens und bedeutete schweren wirtschaftlichen Schaden sowie den Verlust einer bedeutenden Kulturstätte für die Stadt Wien.

### Nachkriegszeit und Gegenwart
Ab 1950 befand sich an der nordwestlich der Trabrennbahn Krieau gelegenen Stelle der Rotunde das Hauptgebäude (Südportal) der Messe Wien, welches 2001 abgerissen wurde. Heute befinden sich auf diesem Platz ein Parkhaus sowie Gebäude des 2013 neu errichteten Campus WU der Wirtschaftsuniversität Wien.

## Erinnerung an die Rotunde
In der Leopoldstadt erinnern noch zahlreiche Verkehrswege an die Rotunde: Rotundenbrücke, Ausstellungsstraße, Kaiserallee, Rotundenallee,
Rotundenplatz, Südportalstraße, Nordportalstraße,
Perspektivstraße und Zufahrtsstraße, weiters die Haltestelle Rotunde der Liliputbahn.

Das Bauwerk selbst wurde sehr gründlich abgetragen, es blieben nur wenige Artefakte erhalten, von denen sich einige im Pratermuseum befinden. Der Franz-Joseph-Brunnen, der sich einst im Zentrum des Kuppelsaals der Rotunde befand, wurde 1874 von der Grazer Stadtregierung angekauft und befindet sich seither im Grazer Stadtpark. Eine fast vier Meter hohe Leuchte aus der Rotunde wurde (vermutlich illegal) aus dem Bauschutt entnommen; sie steht heute im Hof des Hauses Döblinger Hauptstraße 92, dem „Eroicahaus“.

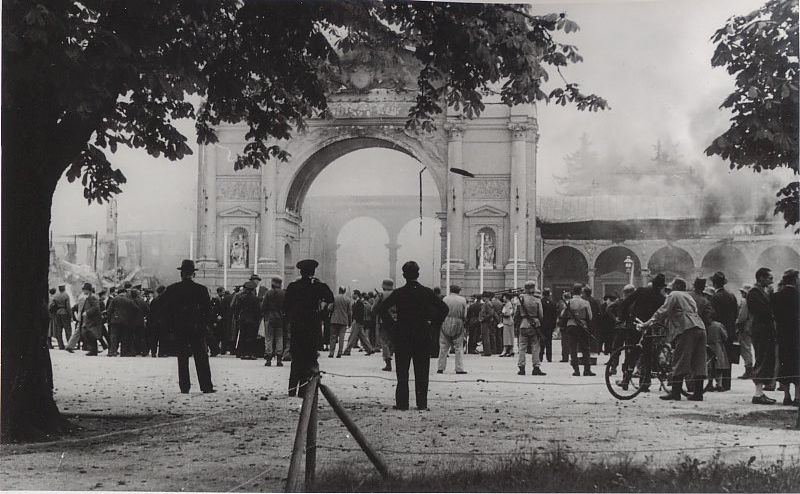
Brand der Rotunde am 17. September 1937

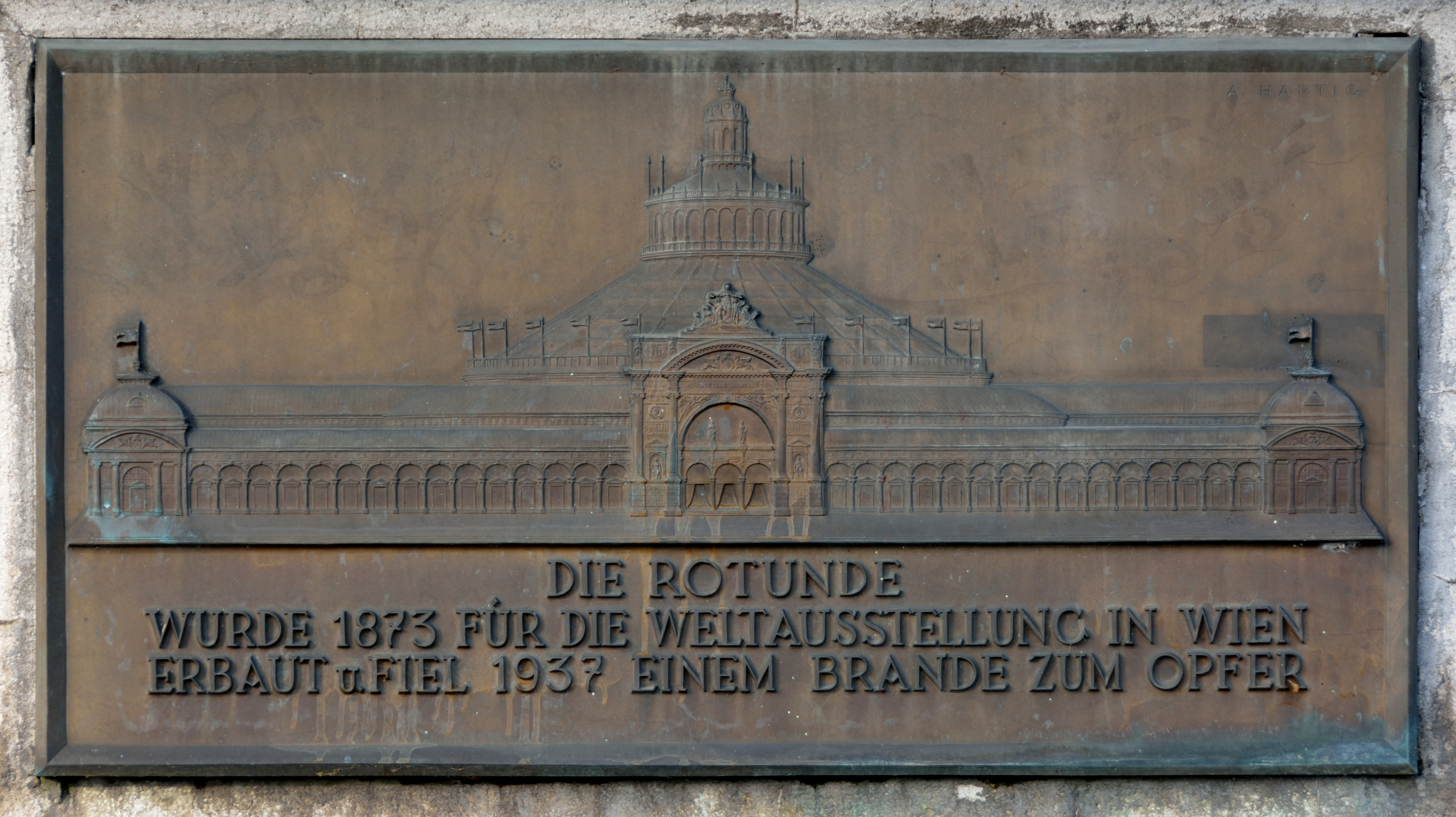
Tafel an der Rotundenbrücke
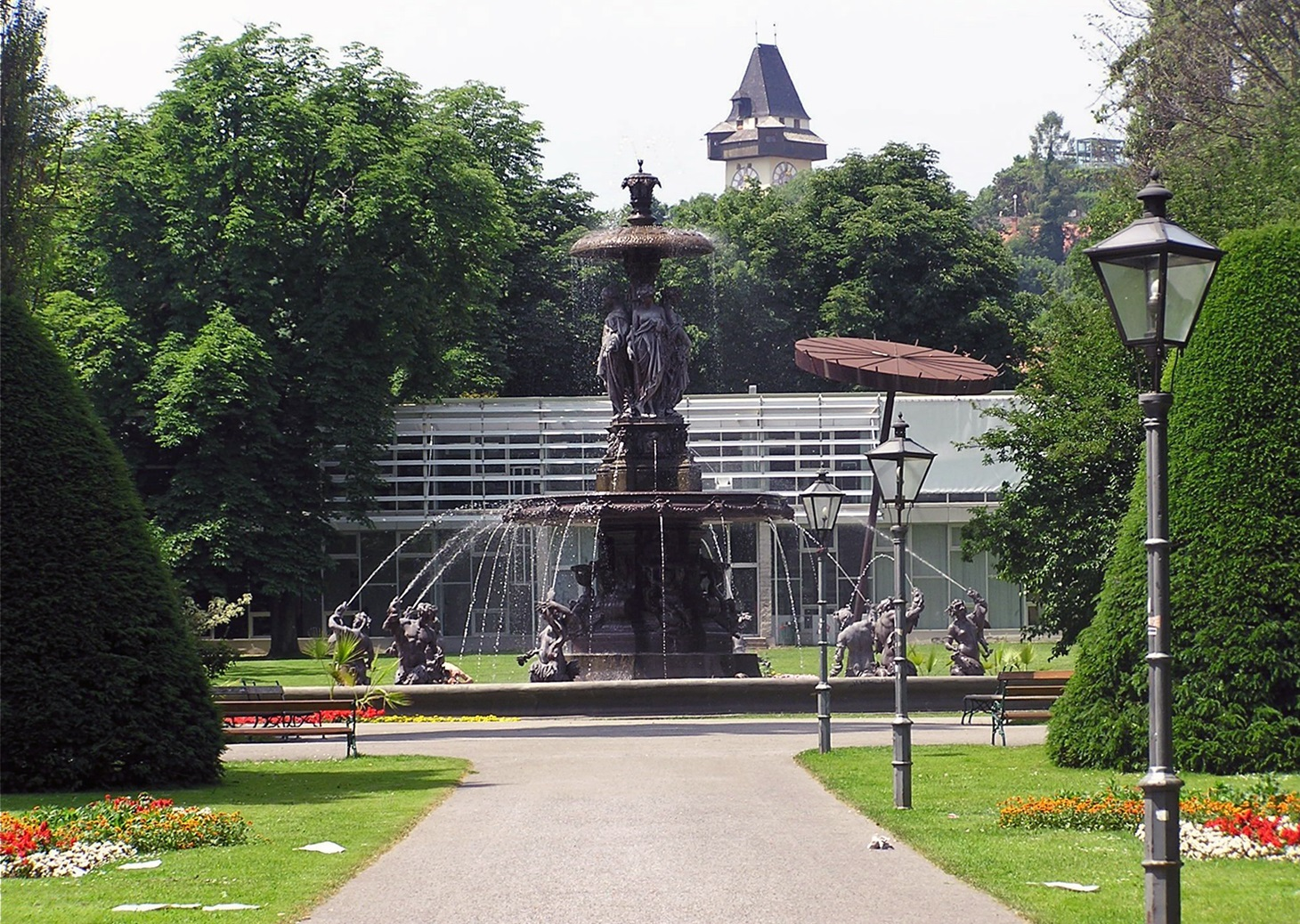
Stadtpark-Brunnen in Graz
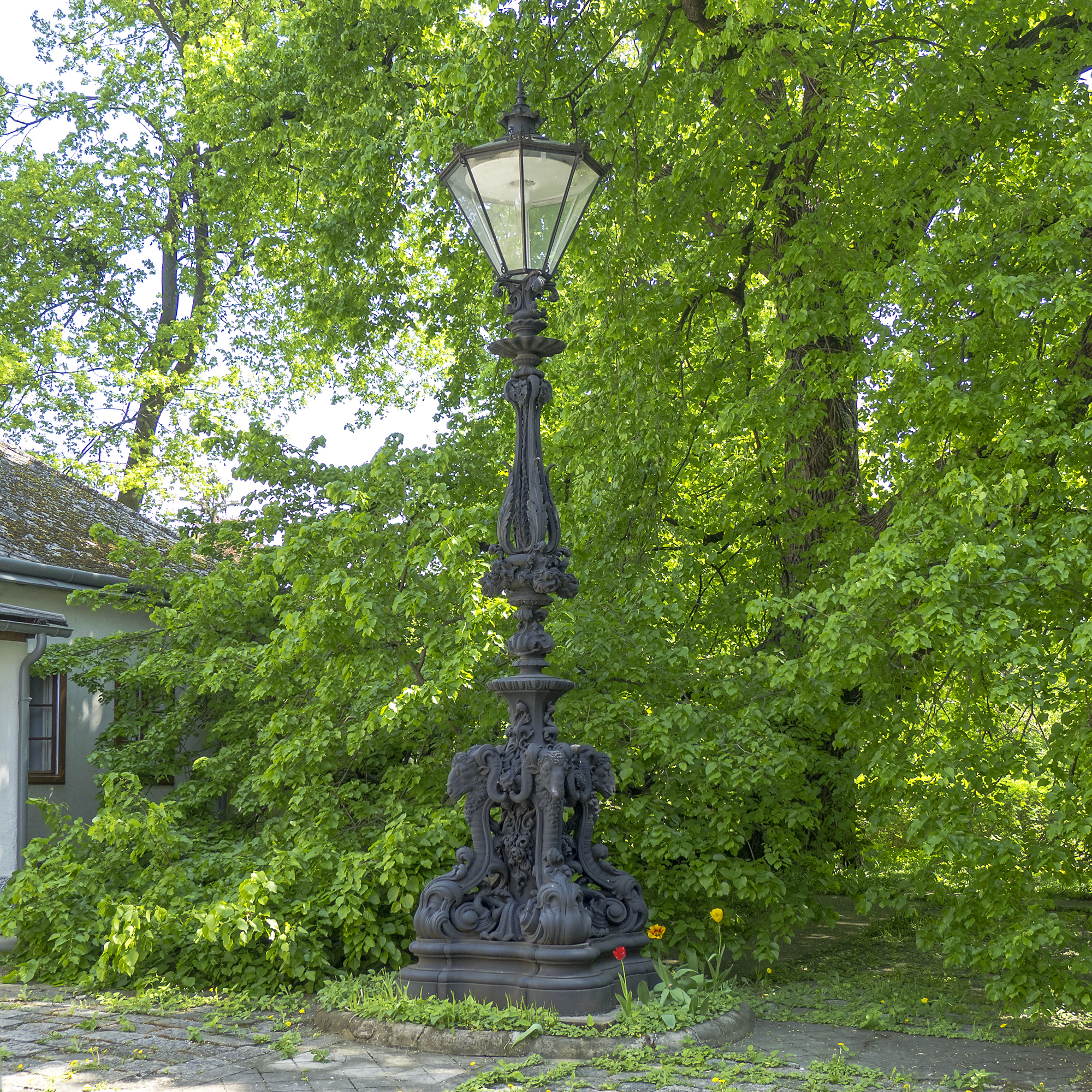
Leuchte der Rotunde in der Döblinger Hauptstraße

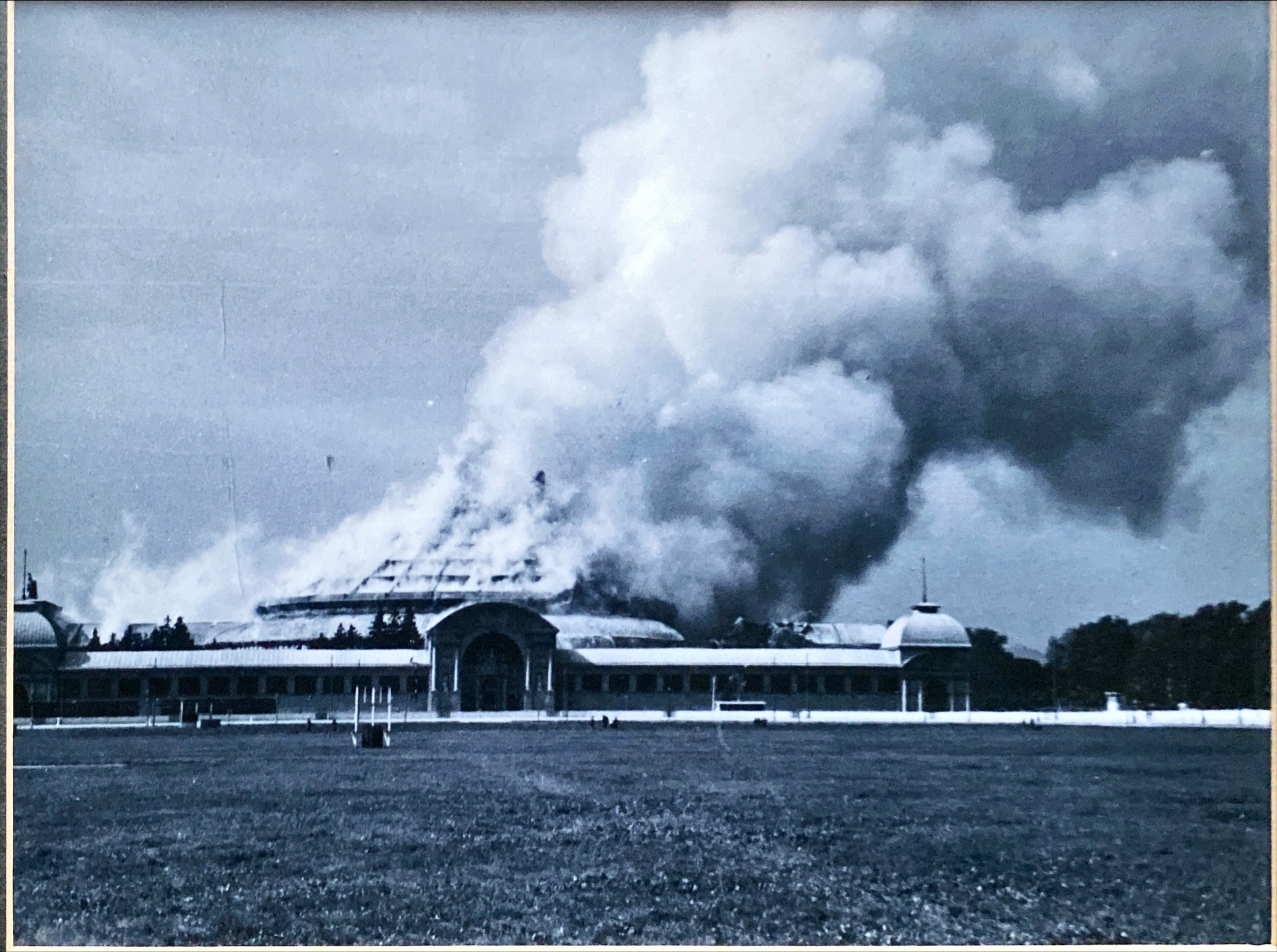
Brennende Rotunde (Foto vom Wiener Trabrennverein)

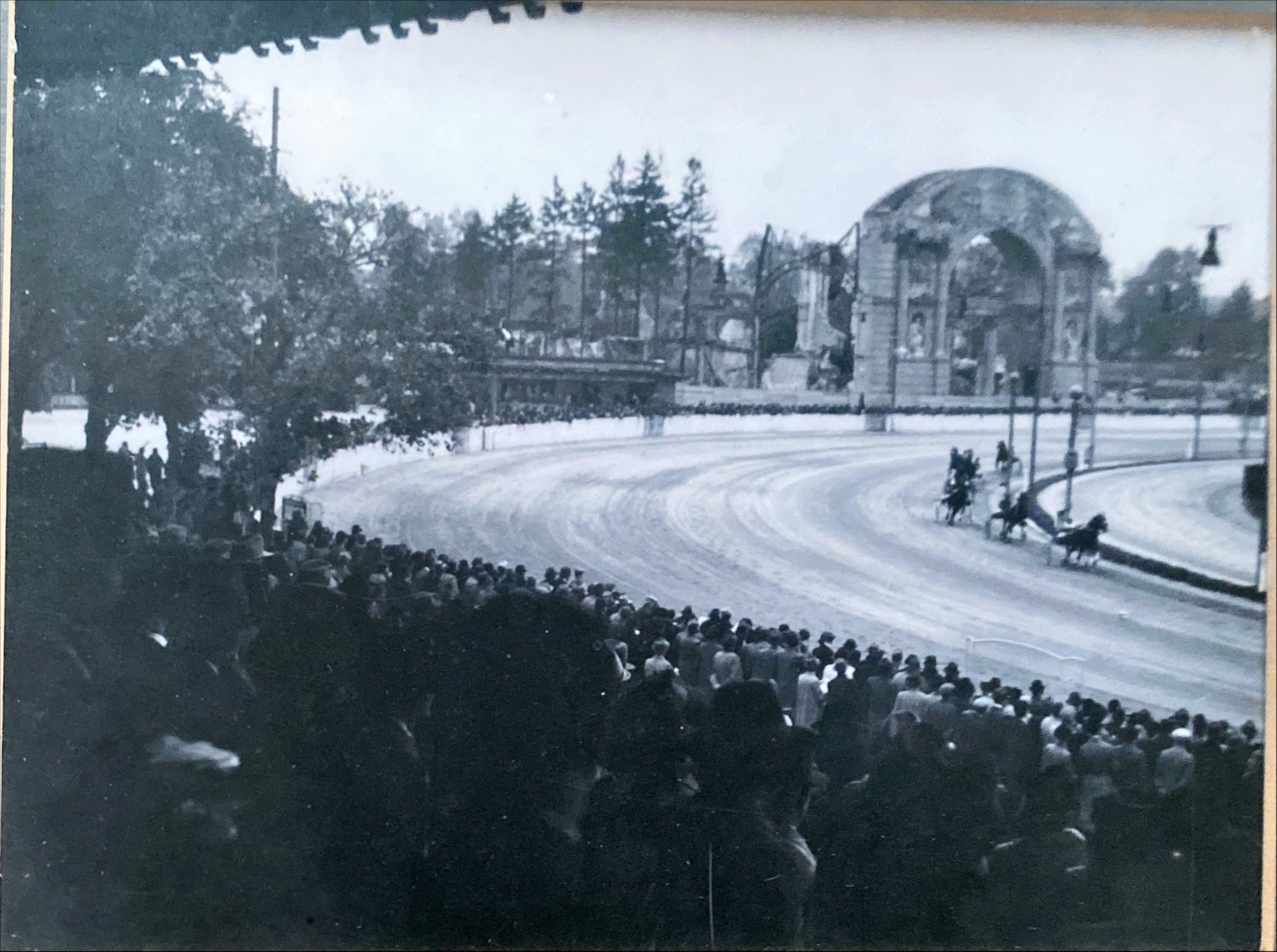
Die abgebrannte Rotunde Bild von der Trabrennbahn Krieau (Foto vom Wiener Trabrennverein)